# 小早川泰輝
小早川 泰輝（こばやかわ やすき、本名：小野里泰輝、1990年（平成2年）11月7日 - ）は能楽師（シテ方観世流準職分）である。

## 概説
1990年（平成2年）に、シテ方観世流能楽師小早川修の長男として、福岡県で生まれる。浅見真州、浅井文義、及び父に師事し、1992年（平成4年）に初舞台、2000年（平成12年）に能『経正』にて初シテ。2013年（平成25年）に東京藝術大学を卒業、2018年（平成30年）には観世流準職分に認定される。東京を中心に日本各地で活動している。

## 脚註